# Menka (Sprache)
Das Menka ist eine Graslandsprache des Kamerun.
Es wird vom Volk der Menka gesprochen und hatte im Jahre 2000 noch 5200 Sprecher.